# Pink Fairies
Pink Fairies byla anglická rocková skupina, založená v Londýně. Ve skupině hrál také kytarista Larry Wallis, který později hrál ve skupinách UFO a Motörhead.

## Diskografie

### Alba
- 1971 – Never Never Land (Polydor) – Rudolph; Sanderson; Hunter; Twink
- 1972 – What a Bunch of Sweeties (Polydor) – Rudolph; Sanderson; Hunter
- 1973 – Kings of Oblivion (Polydor) – Wallis; Sanderson; Hunter
- 1982 – Previously Unreleased (Big Beat) – Wallis; Sanderson; Butler
- 1987 – [Kill 'Em and Eat 'Em (Demon) – Wallis; Colquhoun; Sanderson; Hunter; Twink
- 1996 – Pleasure Island (Twink Records) – Twink; Rudolph
- 1997 – No Picture (Twink Records) – Twink; Rudolph

### Kompilace
- 1975 - Flashback (Polydor)
- 1999 - Live at the Roundhouse / Previously Unreleased / Do It '77 (Big Beat)
- 1999 – Master Series (Universal)
- 2002 – Up the Pinks – An Introduction to Pink Fairies (Polydor)